# Rörtjärnen (Degerfors socken, Västerbotten, 714296-168434)
Rörtjärnen är en sjö i Vindelns kommun i Västerbotten och ingår i Umeälvens huvudavrinningsområde. Vid provfiske har gädda fångats i sjön.